# Mittelfranken
Francònia Mitjana (en alemany Mittelfranken) és una de les set regions administratives en què està dividit l'estat alemany de Baviera. La seva capital administrativa és Ansbach.
Està situada al nord-oest de Baviera. Limita amb Baden-Württemberg, Alta Baviera, Alta Francònia, Baixa Francònia, Suàbia i l'Alt Palatinat. El rei Lluís I de Baviera va anomenar a les tres zones del nord del seu regne l'Alta Francònia, la Francònia Mitjana i la Baixa Francònia.

## Divisió administrativa
Cinc ciutats-districte (Kreisfreiestadt) i set districtes (Landkreise) formen la Francònia Mitjana:
| 1. Ansbach 2. Erlangen 3. Fürth 4. Núremberg 5. Schwabach | 1. Ansbach 2. Erlangen-Höchstadt 3. Fürth 4. Neustadt an der Aisch-Bad Windsheim 5. Nürnberger Land 6. Roth 7. Weißenburg-Gunzenhausen |

### Altres ciutats importants
| - Altdorf bei Nürnberg - Dinkelsbühl - Feuchtwangen - Gunzenhausen - Hersbruck - Herzogenaurach - Hilpoltstein - Langenzenn - Lauf an der Pegnitz | - Neustadt an der Aisch - Oberasbach - Roth - Rothenburg ob der Tauber - Stein - Weißenburg in Bayern - Zirndorf |